# Euronymous
Euronymous (22. března 1968 – 10. srpna 1993), vlastním jménem Øystein Aarseth, byl norský hudebník, známý hlavně jako kytarista norské black metalové skupiny Mayhem. Byl jednou z nejvýraznějších osob black metalové scény od 80. let až do své smrti v roce 1993, kdy byl zavražděn Vargem Vikernesem. Časopis Guitar World ho označil za 51. ze 100 nejlepších heavymetalových kytaristů.

## Biografie
O jeho dětství není nic známo. První zmínky o něm začínají v roce 1984, když zakládá kapelu Mayhem (někdy uváděn rok 1983). Tehdy měl přezdívku Destructor, ale později jí změnil na Euronymous (podle démona Eurynomose). Původně kromě kytary byl i vokalistou.
Mayhem se stal slavným už zpočátku tvorby, hlavně díky tomu, že tehdy byl black metal ve Skandinávii téměř neznámý. Opravdovou slávu zažili ale až když se k Mayhemu připojil i zpěvák Dead. Ten si zpočátku s Euronymem rozuměl (hlavně díky tomu, že psychicky chorý Dead měl zálibu ve smrti, což bylo blízko Euronymově zálibě v okultismu) až spolu koupili dům v obci Kråkstad, kde spolu žili. Nakonec se mezi nimi vztah vyhrotil a z přátelství se stala nenávist.
V roce 1991 se ve společném domě psychicky nemocný Dead podřezal a zastřelil. Euronymous se domů musel vrátit oknem, protože dveře byly zamčené a zevnitř byl klíč. Když našel Deadovo tělo, odešel z domu, koupil v nedalekém obchodě fotoaparát a když se vrátil, přemístil některé věci, včetně brokovnice a nože, které Dead použil, a Deadovo tělo několikrát vyfotografoval. Teprve poté zavolal policii.
Mezi květnem a červnem 1991 otevřel Euronymous svůj obchod Helvete (norsky peklo) a nahrávací společnost Deathlike Silence Productions. V roce 1992 byl pravděpodobně jedním ze žhářů, kteří spálili Holmenkollenskou kapli (v té době kostel). Nikdy ale nebyl odsouzen, protože zemřel dříve, než skončil soud.

## Smrt
V předešlých několika měsících ztrácel Euronymous přátele a důvěru od ostatních, obviňoval za to svého společníka Varga Vikernese. Zpočátku občas o jeho smrti žertoval, poté se rozhodl, že Varga opravdu zabije. Řekl o tom jeho příteli Snorremu, ten ale byl přítelem nejen jeho, ale i Vargovým. Snorre o plánovaném útoku Vikernese informoval. Vikernes nechtěl riskovat svůj život, proto se rozhodl Euronyma zabít dřív, než stihne on jeho.
10. srpna 1993 v noci za ním přijel Varg Vikernes s podepsanou smlouvou, kterou po něm Euronymous už dlouho požadoval. To byla ovšem léčka. Euronymous už něco tušil a začal na Varga útočit. Ten ho potom ubodal, smrtelná rána byla tupým nožem do lebky. Na Euronymousovém těle se našlo 23 ran, Vikernes však tvrdil, že většinu z nich způsobil Euronymův pád na rozbité sklo. Euronymous Vikernesovi dlužil 30 000 NOK. Většina lidí se domnívá, že ho ubodal právě kvůli tomu, ale to zdaleka nebyl hlavní důvod.